# Pastor-do-leste-europeu
O Pastor do leste europeu (em russo:  Восточно-европейская овчарка) é uma raça de cão que foi desenvolvida entre as décadas de 1930 e 1950, com base principal no Pastor alemão para criar uma raça maior e resistente ao frio para uso militar, policial e como guarda de fronteira na União Soviética.
Pastores do leste europeu também são usados como cães guia para cegos e há também cães de terapia. Esta raça é muito popular na Rússia, onde faz parte uma cultura e adquiriu um status lendário como um cão extremamente inteligente e fiel, e dedicado aos seus proprietários. A raça é conhecida em outras ex-repúblicas da União Soviética. No Ocidente o Pastor do leste europeu é uma raça rara que não é bem conhecida: informações sobre a raça em fontes on-line, em inglês, são limitadas e, muitas vezes, incorretas ou falsas.

## Aparência

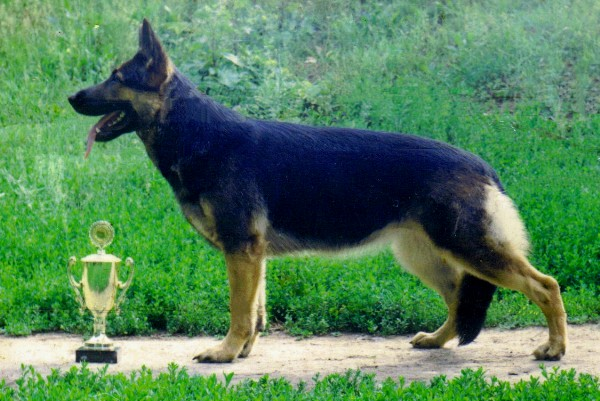
Pastor do leste europeu

O Pastor do leste europeu é maior do que um Pastor alemão: os machos tem de 66-76 centímetros na cernelha e peso de 35 a 50 kg, as fêmeas tem de 61-72 centímetros e peso de 30 a 50 kg. Junto com uma curta camada de pelagem  densa, eles têm forte ossatura (mas não pesada) e músculos bem desenvolvidos. A sua pelagem é de comprimento médio com sub-pêlo. O padrão de cores para estes cães incluem capa-preta (que pode ser saturado tornando-se aparentemente preto-e-tan ou preto-e-vermelho) com máscara preta, e preto sólido. Cina sable bem definido e fulvo-avermelhado são cores aceitáveis.
A cabeça de um Pastor do leste europeu tem uma aparência lupina, apoiada em um longo pescoço, ao invés de enorme juba; e é proporcional ao resto do corpo. É triangular e em forma de cunha, com a testa um pouco arredondada. O focinho é de comprimento igual ao do crânio e a mandíbula inferior é bem desenvolvida. Com grandes dentes e dentição completa e poderosos músculos mandibulares, o cão é capaz de uma pegada muito firme e sua mordedura é em tesoura. Suas orelhas são de tamanho médio e eretas. Seus olhos são médios, ovais e escuros, com pálpebras bem coloridas e ajustadas.
Suas costas são retas, forte, larga e longa. Estes cães tem o corpo de 10 a 17% mais longo que sua altura na cernelha. O lombo é longo e largo, bem musculoso e ligeiramente arqueado. Sua garupa é larga, longa e ligeiramente inclinada para a cauda. A cauda é longa, com pelagem espessa, erguida em forma de espada quando o cão está excitado. Peito: moderadamente largo, enquanto que a a linha inferior é razoavelmente elevada. A linha do peito (profundidade de peito) é em forma de espada cimitarra, atingindo a altura dos jarretes, ou um pouco mais em alguns casos. As pernas são fortes e retas; os pés são ovais e compactos. A sua andadura é de um trotador, correndo um pouco acima do chão, de modo típico ao seu primo Pastor alemão.

## Temperamento

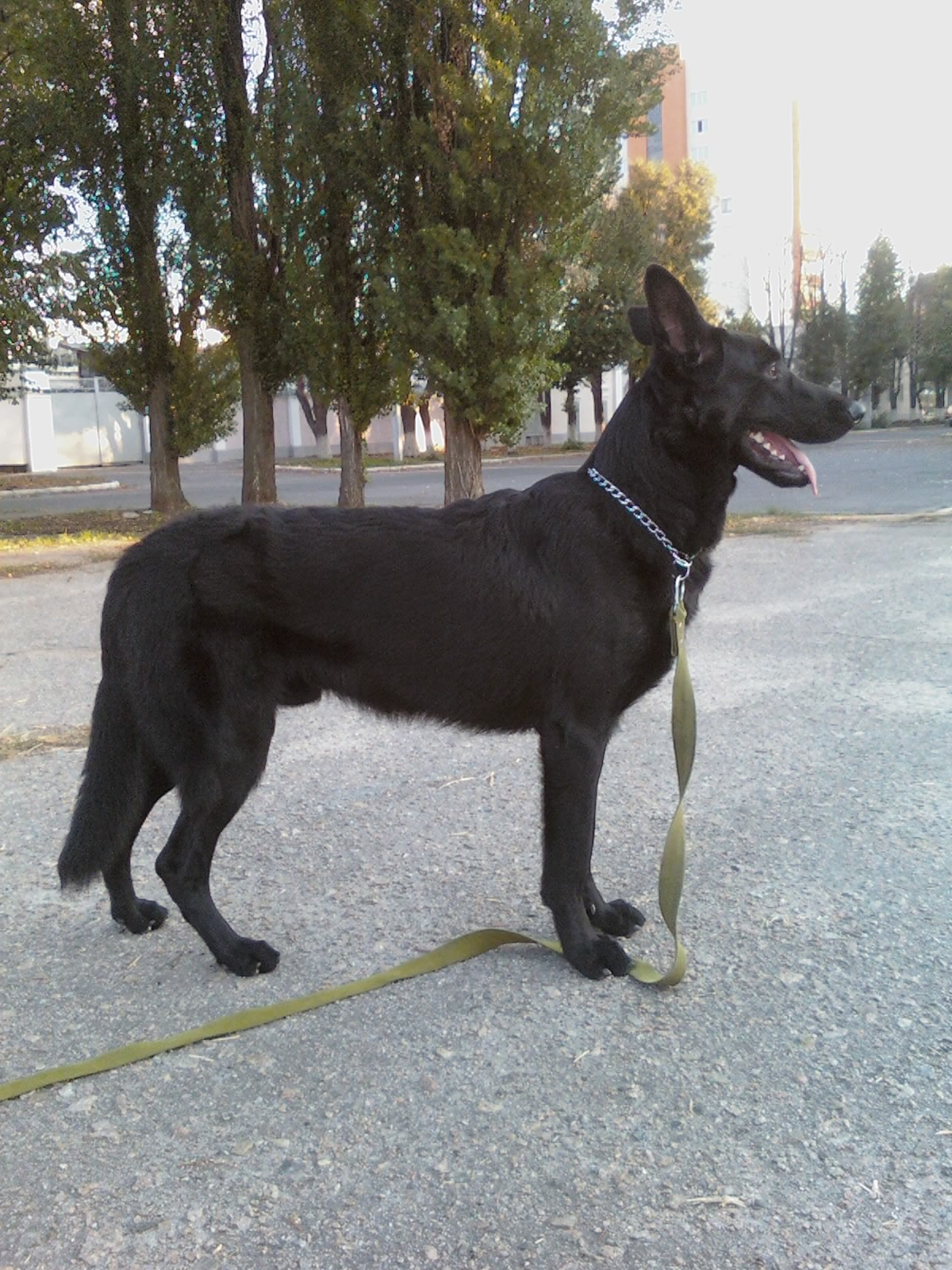
Pastor do leste europeu, pelagem preta sólida

O Pastor do leste europeu é equilibrado, confiante e inteligente. A raça é atenta, ativa, autoconfiante, que transparece calma e tranquilidade, mas monitora constantemente a situação e está pronto para entrar no modo guarda ao comando do proprietário. O Pastor do leste europeu tem uma ativa reação defensiva, desconfia de estranhos e pode ser agressivo quando necessário, mas sob nenhuma circunstância deve ser inclinado para agressão gratuita.Pastor do leste europeu são excelente como cães policiais e cães de proteção pessoal, cães de guarda ou como companhia.
Pastores do leste europeu  são cães de trabalho e precisam de exercício físico regular. Eles foram criados para inteligência, e eles são curiosos e aprendem rápido. A sua capacidade de resistir a climas extremos lhes permite viver tanto ao ar livre, como dentro de casa ou apartamento. Eles se saem bem como cães de caça, e podem funcionar como cães de tração em grupo.

## Saúde
Um dos principais motivos para o desenvolvimento do Pastor do leste europeu foi livrar-se da displasia coxofemoral e displasia de cotovelo, uma doença comum em Pastores alemães. Devido a natureza de suas orelhas grandes e abertas, os Pastores do leste europeu não são propensos a infecções de ouvido (Otite). Eles vivem de 10 a 14 anos.

## Origem
A raça foi criada entre 1930 a 1950, como um cão de trabalho adaptado para o serviço no Exército e na polícia como cães de guarda e cães farejadores em várias condições climáticas. Foi o resultado do cruzamento de Pastores alemães com raças de cães russas, como o Pastor do Cáucaso e a Pastor da Ásia Central. O DNA do Pastor do leste europeu moderno mostra ambos os vestígios da raça Laika da sibéria oriental e algumas linhas de Pastores alemães que foram herdadas pelo Exército russo à partir do território na Alemanha , no final da II Guerra Mundial.
O primeiro padrão que se formou o fenótipo da raça Pastor do leste europeu foi aprovado em 1964 pelo Conselho Cinológico do Ministério da Agricultura da URSS.

## Reconhecimento
O Pastor do leste europeu é reconhecido pela Russian Kynological Federation (RKF). Nos EUA é registrada pela Dog Registry of America e pelo Continental Kennel Club.

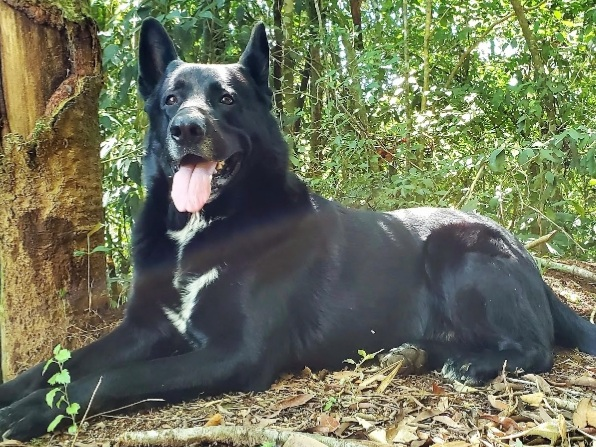
East-European Shepherd